# チューフロマ
座標: 北緯58度45分09秒 東経42度40分57秒 / 北緯58.7525度 東経42.6825度

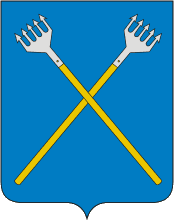
チューフロマの紋章

チューフロマ（チュフロマ、ロシア語: Чухлома́、ラテン文字表記の例: Chukhloma）は、ロシア西部のコストロマ州にある小さな町。人口は4,252人（2021年）。チューフロムスキー地区の行政中心地。

## 地理
州都コストロマからは北東へ171キロメートル離れている。シベリア鉄道の列車が走る駅のあるガーリチからは、ガーリチ・ソリガリチ間の道路を北へ50キロメートル進んだところにある。チューフロマは円形をしたチューフロマ湖の南東の湖畔に位置する。チューフロマ湖は北西から川が流れ出ており、コストロマ川へと合流している。

## 歴史
チューフロマの名が記録に初出するのは1381年のことであり、ガーリチ公国の一部であった。15世紀半ばにはモスクワ大公国に併合された。町の名、および湖の名であるチューフロマとは、先住民族であるフィン・ウゴル語族の付けた地名に由来すると考えられている。
17世紀初頭の大動乱の時代には、チューフロマも手ひどく破壊された。1778年に市の地位を得て現在に至っている。

## 文化・産業
町の近くにはミハイル・レールモントフを輩出したレールモントフ家の地所があり、歴史的な建物などが残る。
チューフロマには1730年から1740年にかけて建てられた生神女就寝大聖堂（ウスペンスカヤ聖堂）、1746年までに建てられた救世主顕栄大聖堂、1837年に建てられた旧庁舎、浮き彫りで装飾された19世紀以来の木造の家々、14世紀の要塞（クレムリ）の盛り土の跡などがみられる。
チューフロマから11キロメートル離れたチューフロマ湖北岸には17世紀に建てられたアブラーミエフ＝ゴロデツキー修道院（Авраамиев Городецкий монастырь）がそびえる。堅固な壁と塔で守られた中には多数の聖堂や建物が残っている。
産業は木材加工や建材業などが中心になっている。